# Élisa Servier
Pour les articles homonymes, voir Servier (homonymie).
Élisa Servier, née le 5 mai 1955 à Villepinte, est une actrice française.

## Biographie
Après une enfance passée à la campagne, près de Paris, Élisa Servier débute au cinéma en 1973, à l'âge de 18 ans, dans une comédie de Pascal Thomas intitulée Le Chaud Lapin. Elle tourne ce long métrage en compagnie de Bernard Ménez et Daniel Ceccaldi.
En 1978, elle retrouve Daniel Ceccaldi, ainsi que Pascal Thomas, lequel réalise Confidences pour confidences, l'histoire d'une génération de femmes à travers l'histoire des trois jeunes sœurs Roussel, banlieusardes devenues parisiennes dans les années 1960. Parallèlement, elle travaille pendant sept ans comme mannequin « junior et beauté » à Paris, Milan, Hambourg et New York.
Elle suit pendant trois ans des cours de comédie au cours Florent avec Francis Huster, et en 1980, tourne avec David Hamilton dans Tendres Cousines. Elle enchaîne la même année avec sa première pièce de théâtre, Le Garçon d'appartement, de Gérard Lauzier, mise en scène au Petit-Marigny par Daniel Auteuil. En 1981, elle joue dans Le Divan, de Remo Forlani, au théâtre La Bruyère, aux côtés de Roger Pierre et Isabelle Mergault, et sous la direction de Pierre Mondy. Par la suite, elle apparaît dans une centaine de films et téléfilms, dont les grandes sagas estivales de TF1 Le Vent des moissons et Orages d'été, de Jean Sagols, avec Annie Girardot et Gérard Klein, qu'elle retrouvera comme partenaire à plusieurs reprises. Elle marque ainsi de sa présence Central Nuit, aux côtés de Michel Creton et Nestor Burma, de Léo Malet, où elle joue le rôle du commissaire Niel face à Guy Marchand.
Sur le grand écran, on la retrouve dans On n'est pas des anges... elles non plus, de Michel Lang, où elle incarne la petite sœur de Sabine Azéma, et dans Pour cent briques, t'as plus rien..., d'Édouard Molinaro, avec Gérard Jugnot et Daniel Auteuil, à qui elle donne de nouveau la réplique dans Quelques jours avec moi de Claude Sautet, en 1988. En 2010, elle retrouve la comédie avec Bienvenue à bord, d'Éric Lavaine, aux côtés de Valérie Lemercier, Franck Dubosc et Gérard Darmon. En 2013, aux côtés de Jean-Pierre Darroussin, Marc Lavoine, Bernard Campan et Éric Elmosnino, elle est Sophie, dans Le Cœur des hommes 3, mis en scène par Marc Esposito.
Au théâtre, Élisa Servier a joué dans une vingtaine de pièces. Elle y fut dirigée par des metteurs en scène de renom, de Pierre Mondy à Jean-Luc Moreau, en passant par Bernard Murat. Parmi ses spectacles à grand succès, se trouvent Panique au Plazza, de Ray Cooney, avec Christian Clavier, comédie jouée au théâtre Marigny, ainsi que trois pièces signées Éric Assous : Les Belles-Sœurs, au théâtre Saint-Georges, Secret de famille, avec Michel Sardou, au théâtre des Variétés, et Une journée ordinaire, au théâtre des Bouffes-Parisiens, aux côtés d'Alain Delon.

## Filmographie

### Cinéma
- 1974 : Le Chaud Lapin de Pascal Thomas : Nathalie
- 1977 : Die Insel der 1000 Freuden : Le Triangle de Vénus de Hubert Franck : Vanessa
- 1979 : Confidences pour confidences de Pascal Thomas : Florence
- 1980 : Tendres Cousines de David Hamilton : Claire
- 1981 : On n'est pas des anges... elles non plus de Michel Lang : Alicia
- 1982 : Pour cent briques, t'as plus rien... d'Édouard Molinaro : Caroline
- 1983 : L'Été de nos quinze ans de Marcel Jullian : Maud
- 1984 : Le Garde du corps de François Leterrier : Catherine
- 1984 : Partenaires de Claude d'Anna : Marie-Lou Pasquier
- 1988 : Quelques jours avec moi de Claude Sautet : Lucie
- 1997 : Bruits d'amour de Jacques Otmezguine : Caro
- 1998 : Nous sommes tous des gagnants de Claude Dray (court-métrage)
- 1999 : Peut-être de Cédric Klapisch : la mère réveillon
- 2011 : Bienvenue à bord d'Éric Lavaine : Caroline Berthelot
- 2013 : Le Cœur des hommes 3 de Marc Esposito : Sophie
- 2022 : Classico de Nathanaël Guedj et Adrien Piquet-Gauthier
- 2023 : Alibi.com 2 de Philippe Lacheau : Nathalie, la marraine de Greg
- 2025 : La Tournée de Florian Hessique

### Télévision
- 1979 : La Fabrique, un conte de Noël de Pascal Thomas (téléfilm)
- 1981 : Au théâtre ce soir : Mort ou vif de Max Régnier, mise en scène Christian Duroc, réalisation Pierre Sabbagh, théâtre Marigny : Michèle Martineau
- 1982 : Le Divan : Dorothée (téléfilm)
- 1987 : Chahut-bahut, de Jean Sagols
- 1987 : Maguy : Geneviève (épisode La strip-teaseuse de bonne aventure)
- 1988 : Le Vent des moissons de Jean Sagols : Sylvie Leclerc
- 1988 : Loft Story de Stéphane Bertin et Boramy Tioulong
- 1988 : Anges et Loups de Boramy Tioulong : Camille
- 1989 : L'Agence de Jean Sagols
- 1989 : Orages d'été de Jean Sagols : Martine
- 1990 : Orages d'été, avis de tempête de Jean Sagols : Martine
- 1991 : Duplex : Liza (téléfilm)
- 1992 : Quand épousez-vous ma femme ? de Daniel Colas : Nadette (téléfilm)
- 1993 : Martineau... et le portrait de femme de Daniel Moosmann : Catherine Trigou (téléfilm)
- 1993 : Regarde-moi quand je te quitte de Philippe de Broca : Angélique (téléfilm)
- 1993 : Pris au piège de Michel Favart : Le juge d'instruction (téléfilm)
- 1993 : Les Grandes Marées de Jean Sagols : Brigitte Maréchal (téléfilm)
- 1993 : Les Noces de carton de Pierre Sisser : Samantha (téléfilm)
- 1995 : La Rose noire Jean Sagols : Lily Lagarde (téléfilm)
- 1995 : Carreau d'as de Laurent Carcélès : Ginny (téléfilm)
- 1995 : Des mots qui déchirent de Marco Pauly : Martine Lachatre (téléfilm)
- 1996 : La Guerre des poux de Jean-Luc Trotignon : Martine (téléfilm)
- 1997 : Bonjour Antoine de Radu Mihaileanu : Mme Lacroix (téléfilm)
- 1998 : Mauvaises affaires de Jean-Louis Bertuccelli : Hélène (téléfilm)
- 1998 : La Dernière des romantiques de Joyce Buñuel : Sophie (téléfilm)
- 1998 - 2000 : Cap des Pins d'Emmanuelle Dubergey, Bernard Dumont, Emmanuel Fonlladosa, Pascal Heylbroeck et Dominique Masson : Isabelle Mori
- 1999 : Madame le Proviseur de Jean-Marc Seban : Marianne
- 1999 : Maître Da Costa de Nicolas Ribowski et Jean-Louis Bertuccelli : Carine Moulin
- 1999 : Revient le jour de Jean-Louis Lorenzi : Rose-Marie Rénal (téléfilm)
- 2000 : Affaires familiales : La présidente Irène Jaffry
- 2000 - 2003 : Nestor Burma de Jacob Berger : Commissaire Niel
- 2001 - 2008 : Central nuit de Pascale Dallet et Franck Vestiel : Martine Davrat
- 2003 : Impair et Père de Jean-Luc Moreau : Sophie Paillard (téléfilm)
- 2003 : L'Instit de Jean Sagols : Françoise
- 2005 : Faites comme chez vous ! de Pascal Heylbroeck : Viviane Bernardy
- 2006 : Une juge sous influence de Jean-Louis Bertuccelli : Valérie Léoni (téléfilm)
- 2006 : Louis Page d'Antoine Lorenzi : Sonia
- 2006 : Capitaine Casta : Amélie a disparu de Joyce Buñuel : Françoise Casta (téléfilm)
- 2007 : Julie Lescaut : Isabelle Gaudel
- 2008 : Les Belles-sœurs : Christelle (téléfilm)
- 2009 : Profilage : Régine
- 2010 : Camping Paradis : Mme Bellegarde (saison 2, épisode 3 : Doc Love au camping)
- 2010 : Joséphine, ange gardien : Corinne Durieu (saison 12, épisode 12 : Un bébé tombé du ciel)
- 2011 : Le Grand Restaurant II de Gérard Pullicino (téléfilm)
- 2013 : Enquêtes réservées
- 2016 : Camping Paradis : Sylvie (saison 7, épisode 5 : La kermesse du camping)
- 2018 : Commissaire Magellan : Crossover Mongeville et Magellan : Delphine (épisode Un amour de jeunesse)
- 2019 : Meurtres à Lisieux de Nicolas Guicheteau : Caroline Bresson
- 2022 : Les Mystères de la duchesse d'Emmanuelle Dubergey : Madeleine
- 2023 : Mère indigne d'Anne-Élisabeth Blateau et Romain Fisson Edeline : Diane
- 2024 : Le Fantôme des Saintes de Marc Barrat : Solange (téléfilm)
- 2025 : Erica : Brigitte (épisodes 1 et 2 : La princesse des glaces)

## Théâtre
- 1980 : Le Garçon d'appartement de Gérard Lauzier, mise en scène Daniel Auteuil, Petit Marigny avec Daniel Auteuil et Anne Jousset
- 1981 : Le Divan de Remo Forlani, mise en scène Pierre Mondy, théâtre La Bruyère avec Roger Pierre et Micheline Luccioni
- 1984 : On m'appelle Émilie de Maria Pacôme, mise en scène Jean-Luc Moreau, théâtre Saint-Georges avec Maria Pacôme et Odette Laure
- 1991 : Quand épousez-vous ma femme ? de Jean Bernard-Luc et Jean-Pierre Conty, mise en scène Daniel Colas avec Jacques Balutin
- 1996 : Panique au Plazza, de Ray Cooney, mise en scène Pierre Mondy et Jean-Marie Poiré, théâtre Marigny avec Christian Clavier et Gérard Lartigau
- 2001 : Impair et Père de Ray Cooney, mise en scène Jean-Luc Moreau, théâtre de la Michodière avec Roland Giraud
- 2004 : Lune de miel de Noël Coward, mise en scène Bernard Murat, théâtre Édouard-VII avec Pierre Arditi et Évelyne Bouix
- 2005 : Amitiés sincères de François Prévôt-Leygonie et Stéphan Archinard, mise en scène Bernard Murat, théâtre Édouard-VII avec Michel Leeb et Bernard Murat
- 2007 : Les Belles-sœurs d'Éric Assous, mise en scène Jean-Luc Moreau, théâtre Saint-Georges
- 2008-2009 : Secret de famille d'Éric Assous, mise en scène Jean-Luc Moreau, théâtre des Variétés, tournée avec Michel Sardou et Davy Sardou
- 2010 : Le Technicien d'Éric Assous, mise en scène Jean-Luc Moreau, théâtre du Palais-Royal avec Roland Giraud
- 2011 : Une journée ordinaire d'Éric Assous, mise en scène Jean-Luc Moreau, théâtre des Bouffes-Parisiens avec Alain Delon et Anouchka Delon
- 2011 : Le Coup de la cigogne de Jean-Claude Isler, mise en scène Jean-Luc Moreau, théâtre Saint-Georges avec Jean-Marie Bigard
- 2013 : Une journée ordinaire d'Éric Assous, mise en scène Jean-Luc Moreau, tournée avec Alain Delon et Anouchka Delon
- 2017 - 2018 : Au revoir... et merci! de Bruno Druart, mise en scène Didier Brengarth, tournée
- 2018 : Un week-end tranquille d'Alil Vardar, Théâtre de La Grande Comédie
- 2019 - 2020 : Si je peux me permettre de Robert Lamoureux, mise en scène Jeoffrey Bourdenet, tournée
- 2020 : Bonne pioche de Bruno Druart, mise en scène Jean-Philippe Azéma, tournée
- 2022 : Œdipe is your love de David Basant et Déborah Elmalek, théâtre des Mathurins puis en 2023 au théâtre de Passy
- 2024 : Les Guêpes d'Éric Assous, mise en scène Didier Caron, tournée
- 2024-2025 Les Cabotines de Bruno Druart et Patrick Angonin, mise en scène Olivier Macé, tournée